# Raimondo di Cerdanya
Raimondo, Raimond in francese, Ramon in catalano, Ramón in spagnolo, Remón in aragonese e Raimundo in portoghese e in galiziano. Raimundus in latino (prima metà XI secolo – 1068), fu conte della Cerdanya e di Conflent, dal 1035, alla sua morte.

## Origine
Raimondo, secondo il Gesta Comitum Barchinonensium, era il figlio maschio primogenito del Conte di Cerdanya, di Conflent e di Berga, Goffredo II e di Guisla o Wisla, di cui non si conoscono gli ascendenti (come prima moglie di Goffredo II compare in molti documenti, tra cui il n° CLIII della Marca Hispanica sive Limes Hispanicus (Guifredus gratia Dei comes et uxor mea nomine Wisla comitissa) ed il n° 43 del Diplomatari i escrits literaris de l'abat i bisbe Oliba (Wifredus gratia Dei comes et uxori meæ Wisla comitissa)).

Goffredo II di Cerdanya, sia secondo il Gesta Comitum Barchinonensium, che secondo lo storico catalano, Pròsper de Bofarull i Mascaró, nel suo Los condes de Barcelona vindicados, Tome I, era il figlio maschio secondogenito del Conte di Cerdanya, di Conflent e di Besalú, Oliba Cabreta e di Ermengarda d'Empúries (?-dopo il gennaio 995, data in cui compare citata in un documento) di cui non si conoscono gli ascendenti, come conferma il Bofarull.

La penisola iberica nella prima metà del X secolo. La marca di Spagna è vassallo del regno di Francia

## Biografia
Sua madre, Guisla morì nel 1020, poiché in quella data fece testamento, con relativa approvazione e donazione all'Abbazia di Saint-Martin du Canigou, come viene riprodotto dai documenti CLXXXIII, CLXXXIV e CLXXXV della Marca Hispanica sive Limes Hispanicus.
Nel 1035, su padre, Goffredo II, redasse un testamento, dividendo i suoi domini tra i figli di primo e di secondo letto, si ritirò nell'Abbazia di Saint-Martin du Canigou, e abdicò; nella Cerdanya e nel Conflent gli succedette Raimondo, figlio primogenito; il testamento di Goffredo II è riprodotto nello Spicilegium sive collectio veterum aliquot scriptorum, Volume 3; anche il Gesta Comitum Barchinonensium conferma che nella Cerdanya e nel Conflent gli succedette il figlio Raimondo.
Ancora secondo il Chronicon breve monasterii Canigonensis, Goffredo II nel 1036, si fece monaco nell'Abbazia di Saint-Martin du Canigou, da lui fondata, dove morì il 31 luglio 1050, dove fu tumulato.
Dal 1044, Raimondo I fu in conflitto con Raimondo Berengario I, conte di Barcellona, che lo attaccò e secondo il documento CCXXXV della Marca Hispanica sive Limes Hispanicus, del 1050 circa, si accordò col cugino, Ermengol III, Conte d'Urgell, per combattere il conte di Cerdagna, Raimondo I.

La guerra di Raimondo contro i conti di Barcellona e di Urgell, viene narrata anche dalla Cronica universal del principado de Cataluña, Volumen 7.
Raimondo, dopo aver preso moglie (Raimundus proles Guifredi gratia Dei comes Cerritaniense et uxor mea nomine Adala), vendette una proprietà, come da documento n° 3 del Diplomatari del Monestir de Sant Pere de la Portella.
L'8 febbraio del 1064, Raimondo e la moglie (Raimundus comes Cerritanie et Adala comitissa), secondo il documento n° 2 delle Relations politiques des comtes de Foix avec la Catalogne, riconobbero agli uomini del villaggio di Merengs la loro lealtà e fedeltà.
Ancora secondo il Gesta Comitum Barchinonensium, Raimondo morì nel 1068 e gli succedette il figlio primogenito Guglielmo, come Guglielmo I Conte di Cerdanya.

La morte nel 1068 viene confermata dal Chronicon alterum Rivipullense (1068. Obiit Raymundus comes Cerritaniæ)

## Matrimonio e discendenza
Verso il 1040, Raimondo aveva sposato Adela, di cui non si conoscono gli ascendenti. Adela compare citata come moglie di Raimondo in alcuni documenti, tra cui il n° 3 del Diplomatari del Monestir de Sant Pere de la Portella (Raimundus proles Guifredi gratia Dei comes Cerritaniense et uxor mea nomine Adala) ed il n° 2 delle Relations politiques des comtes de Foix avec la Catalogne  (Raimundus comes Cerritanie et Adala comitissa).

Raimondo da Adela ebbe due figli:
- Guglielmo (?-1095), Conte di Cerdanya[17]
- Enrico (?-v 1102), che fu un uomo d'armi, molto valido e coraggioso[17].

### Fonti primarie
- (LA)  Rerum Gallicarum et Francicarum Scriptores, Tomus IX.
- (LA)  Rerum Gallicarum et Francicarum Scriptores, Tomus XI.
- (LA)  Rerum Gallicarum et Francicarum Scriptores, Tomus XII.
- (LA)  Viage literario a las iglesias de España. Tomo 5.
- (LA)  Diplomatari del Monestir de Sant Pere de la Portella.
- (LA)  Relations politiques des comtes de Foix avec la Catalogne.
- (LA)  Marca Hispanica sive Limes Hispanicus.
- (LA)  Histoire Générale de Languedoc, Tome V, Preuves.
- (LA)  Spicilegium sive collectio veterum aliquot scriptorum, Volume 3.
- (LA)  Diplomatari i escrits literaris de l'abat i bisbe Oliba.

### Letteratura storiografica
- Rafael Altamira, Il califfato occidentale, in «Storia del mondo medievale», vol. II, 1999, pp. 477–515.
- René Poupardin, I regni carolingi (840-918), in «Storia del mondo medievale», vol. II, 1999, pp. 583–635.
- Louis Alphen, Francia: gli ultimi Carolingi e l'ascesa di Ugo Capeto (888-987), in <<Storia del mondo medievale>>, vol. II, 1999, pp. 636–661
- (EN) The Development of Southern French and Catalan Society, 718-1050, su libro.uca.edu.
- (ES)  Bofarull i Mascaró, Los condes de Barcelona vindicados, Tome I,.
- (ES)  Cronica universal del principado de Cataluña, Volumen 7.